# William Simon
William Edward Simon, né le 27 novembre 1927 à Paterson (New Jersey) et mort le 3 juin 2000 à Santa Barbara (Californie) d'une fibrose pulmonaire, est un homme politique américain. Membre du Parti républicain, il est secrétaire au Trésor entre 1974 et 1977 dans l'administration du président Richard Nixon (il était auparavant secrétaire adjoint depuis 1972) et dans celle de son successeur Gerald Ford.

## Biographie
En 1982, Raymond Chambers, président de Wesray Capital Corporation et son partenaire William Simon achètent grâce à un effet de levier la société de carte postale Gibson Greetings pour un million d'USD. Le duo détient 38 % de la société et elle est introduite en bourse fin 1983 à hauteur de 70 millions d'USD. Fin avril 1984, Chambers lit un article sur la position de Walt Disney Productions attaquée par Saul Steinberg et se dit que Disney pourrait être intéressé par la société Gibson Greetings acquise deux ans plus tôt. L'action est tombée à 18 $ l'une depuis la fin 1983 mais représente une valeur boursière totale de 45 millions d'USD mais une vente à Disney lui permettrait de gagner beaucoup.